# Quai de l’Oise
Der Quai de l’Oise ist eine Einbahnstraße im 19. Arrondissement von Paris.

## Lage
Der Quai de l’Oise beginnt an der Hebebrücke der Rue de Crimée und führt als Einbahnstraße am Bassin de la Villette entlang zum Quai de la Gironde. Dabei wird er noch von der Pont de la Rue de l’Ourcq und der Passerelle des Ardennes überquert.

## Namensursprung
Der Kai ist nach dem französischen Fluss der Oise (Sie hat ihre Quelle in Chimay, Belgien.) benannt.

## Geschichte
Die Straße, die ursprünglich zur ehemaligen Gemeinde La Villette gehörte, wurde nach dem Bau des Canal de l’Ourcq und der Aufstauung des Bassin de la Villette zu einem Kai umgestaltet.